# Поперечно-полосатая макрель-фрегат
Поперечно-полосатая макрель-фрегат или скумбриевидный тунец, или макрелетунец.   (лат. Auxis rochei) — вид лучепёрых рыб рода макрелетунцов семейства скумбриевых. Максимальная зарегистрированная длина 50 см. Обитают в прибрежных тропических и субтропических водах всех океанов. Питаются планктоном, головоногими и мелкими рыбами. Ценная промысловая рыба.

## Ареал
Эти пелагические и неретические рыбы обитают в субтропических и тропических водах всех океанов, включая Средиземное море между 61° с. ш. и 51° ю. ш. и между 180° з. д. и 180° в. д. Температура воды в среде обитания около 28°. Образуют крупные косяки. Встречаются в приповерхнострном слое воды на глубине до 200 м.

## Биология
Макрелетунцы ведут стайный образ жизни в поверхностных слоях и часто выпрыгивают из воды. Размножаются икрометанием. Сезон размножения зависит от района обитания. Во многих частях Средиземного моря и в Гибралтарском проливе половозрелые особи широко распространены с мая, а к сентябрю 30 % уже заканчивают нерест. В обширных областях Мексиканского залива пик массового нереста приходится на март-апрель и июнь-август, тогда как в прибрежных водах от мыса Хаттерас до Кубы и в Флоридском проливе нерест начинается в феврале. Косвенные данные дают основание предположить, что у берегов Тайваня сезон размножения наступает в июне-июле, а в водах Японии длится с мая по август. Плодовитость оценивается в 31000—162800 икринок за нерест в зависимости от размера самки. Макрелетунцы достигают половой зрелости при длине около 35 см в двухлетнем возрасте, хотя этот показатель меняется в зависимости от района обитания. В водах Филиппин они становятся половозрелыми при длине 17 см в целом до 1 года, а у берегов Японии в возрасте 1,25 лет. У побережья Индии эти рыбы начинают нереститься при длине 23,8 см (самцы) и 24 см (самки). 
Рацион в основном состоит их мелких рыб, таких как анчоусы, сардины, а также ракообразных и кальмаров. Распространён каннибализм. На макрелетунцов охотятся крупные тунцы, марлины, барракуды и акулы. Эти рыбы ввиду своей многочисленности и широкого распространения являются важным компонентом трофической цепи.

## Описание
Максимальный размер рыбы составляет 50 см, масса — до 3 кг. Максимальная зарегистрированная масса трофейной рыбы 1,84 кг. У макрелетунцов веретеновидное плотное тело, округлое в поперечнике. Зубы мелкие, конические. Имеется 2 спинных плавниках. В первом спинном плавнике 9—12 колючих лучей, а во втором 10—13 мягких лучей. Расстояние между спинными плавниками равно или больше длины основания первого спинного плавника. Между вторым спинным и хвостовым плавниками пролегает ряд из 7—9 мелких дополнительных плавничков. Между анальным и хвостовым плавниками пролегает ряд из 6—7 мелких дополнительных плавничков. Грудные плавники короткие, не достигают переднего края бесчешуйного участка тела. В части корсета, проходящей вдоль боковой линии в области второго спинного плавника более 6 рядов чешуй (обычно 10—15). Между брюшными плавниками имеется единичный выступ, большей длины. В анальном плавнике 12—14 мягких лучей. По обе стороны хвостового стебля пролегает длинный медиальный киль и 2 небольших киля по бокам от него ближе к хвостовому плавнику. Количество позвонков 39, из которых 19 в хвостовом отделе позвоночника. Вентральная поверхность тела позади хорошо развитого панциря в передней части, образованного крупными чешуями, лишена чешуи. Плавательный пузырь отсутствует. На первой жаберной дуге 42—47 жаберных тычинок. Спина синеватого цвета, который переходит в тёмно-фиолетовый и почти чёрный на голове. Позади первого спинного плавника спина  исчерчена многочисленными узкими темными, волнистыми, почти вертикальными полосами. Нижняя сторона тела и брюхо белые без пятен и полос. Брюшные и грудные плавники фиолетовые, внешний край чёрный.

## Взаимодействие с человеком
Является объектом коммерческого промысла. Макрелетунцов промышляют крючковыми орудиями лова, жаберными сетями, кошельковыми неводами, дрифтерными сетями и оттер-тралами. Эти рыбы служат сырьём для производства консервов. У макрелетунцов вкусное, но быстропортящееся мясо. Эти рыбы попадаются в качестве прилова в ходе промысла желтопёрого тунца и скипджека с помощью кошельковых неводов. Международный союз охраны природы оценил охранный статус вида как «Вызывающий наименьшие опасения».